# Thalaina clara
Espèce
Thalaina clara est une espèce d'insectes lépidoptères de la famille des Geometridae, endémique au sud-est de l'Australie.
Il a une envergure de 50 mm.
Sa larve vit sur Acacia mearnsii et Acacia dealbata.

## Galerie

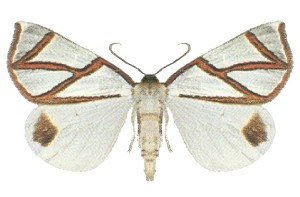